# ヨハン1世 (ニュルンベルク城伯)
ヨハン1世・フォン・ニュルンベルク（Johann I. von Nürnberg、1279年頃 – 1300年）は、1297年から1300年までニュルンベルク城伯を務めたツォレルン家の人物。
ヨハン1世は、ニュルンベルク城伯フリードリヒ3世とその2人目の妻ヘレーネ・フォン・ザクセン（1247年 – 1309年）との息子。1297年にヘッセン方伯ハインリヒ1世の娘アグネス（1335年没）と結婚した。亡くなるまで、弟のフリードリヒ4世と共同で、城伯領を統治した。1300年にヨハン1世が子供を遺さないまま亡くなった後は、フリードリヒ4世が城伯を継いだ。